# Champrepus
Champrepus è un comune francese di 298 abitanti situato nel dipartimento della Manica nella regione della Normandia.
Appartiene al cantone di Villedieu-les-Poêles nella circoscrizione (arrondissement) di Saint-Lô.
Vi si trovano la chiesa di Saint-Jean-Baptiste e un Parco zoologico, nato nel 1957, che dagli anni settanta accoglie anche specie africane e malgasce, oltre agli animali della fattoria.

## Società

### Evoluzione demografica
Abitanti censiti